# セブンドリーム・ドットコム
株式会社セブンドリーム・ドットコムは、セブン&アイ・ホールディングスグループのインターネット事業の会社である。

## 概要
2000年（平成12年）2月1日、セブン-イレブン・ジャパン、NECなど8社の合弁企業として株式会社セブンドリーム・ドットコムが設立。社名の由来はセブン-イレブンの「セブン」と、協力会社7社との夢が実現するという意味がある。同年7月1日より事業開始。インターネット通販サイトの「セブン-イレブンネット」（旧 セブンドリーム・ドットコム）を運営していたがのちに終了。
2021年時点では、セブン-イレブン店内のマルチコピー機に関するサービス（totoの販売など）、チケット販売サイト「セブンチケット」の運営、及びセブン&アイ・ホールディングスグループ各社のウェブサイト製作やコールセンターの運営が主な事業である。

## セブン-イレブンネット
2008年（平成20年）7月8日、既存のECサイトであるセブンドリーム・ドットコムと、そのサイト内で運営していたお取り寄せ便のコンテンツを拡充・集約し、新たに「セブン-イレブンネット」と名称を変更してリニューアルオープンした。実際には、セブンドリーム・ドットコムのリニューアル（セブン-イレブンネットのプレオープン）は同年6月24日、セブン-イレブンネットのオープンは7月8日となる。

## 沿革
- 2000年（平成12年）
  - 2月1日 - 株式会社セブンドリームドットコム設立
  - 11月30日 - タッチパネル式液晶端末「セブンナビ」を店舗に設置し、運営開始（2002年（平成14年）10月終了）
- 2008年（平成20年）
  - 7月8日 - 「セブンドリーム・ドットコム」サイトを「セブン-イレブンネット」としてリニューアルオープン
  - 7月11日 - セブン&アイ・ホールディングスが、セブン&アイ・ネットメディアを設立、セブン-イレブン・ジャパンが所有する株式をセブン&アイ・ネットメディアに譲渡し、同社の子会社となる

## 補足
1. 1 2 3  株式会社セブンドリームドットコム 第25期決算公告
2. ↑  セブン-イレブン eビジネス戦略より
3. ↑  インターネットで注文、セブン-イレブンで受取り7/8（火）セブン-イレブンネットスタート～約3,000アイテムの酒類を中心に品揃え～